# Пинту, Нуну
Ну́ну Миге́л Со́уза Пи́нту (порт. Nuno Miguel Sousa Pinto; 6 августа 1986, Вила-Нова-ди-Гая) — португальский футболист, защитник клуба «Витория (Сетубал)».

## Карьера
Пинту является воспитанником португальского клуба «Боавишта», за молодёжную команду которой выступал с 2003 по 2005 год. В 2005 году был переведён в первую команду, в составе которой ему не удалось закрепиться, результатом чего стали два года в аренде — в командах «Вилановенсе» и «Трофенсе». В 2008 году Нуну перешёл в футбольный клуб «Насьонал», в составе которого выступал три сезона.
В 2011 году Нуну Пинту впервые покинул чемпионат Португалии и перебрался в болгарскую команду «Левски», где был основным игроком. С января 2014 года Пинту выступал в украинской команде «Таврия», к которой присоединился бесплатно на правах свободного агента.
Летом 2015 года стал игроком «Витории». В декабре 2018 года футболист приостановил карьеру в связи с обнаруженной у него лимфомой.